# Sociedad de la Igualdad
La Sociedad de la Igualdad fue una organización política de Chile, fundada a partir del Club de la Reforma por los intelectuales Santiago Arcos y Francisco Bilbao, organizada desde el 14 de abril de 1850. Durante la República Conservadora iniciada en Chile en 1831, se intentó controlar la moral y las costumbres al estilo socialconservador, sin embargo, las ideas liberales llegadas de Europa, de donde las capturó Bilbao, promoverán la irrupción de estas tendencias revolucionarias, tales como las primeras ideas del socialismo francés y su idea del poder del proletariado.

## Fundación

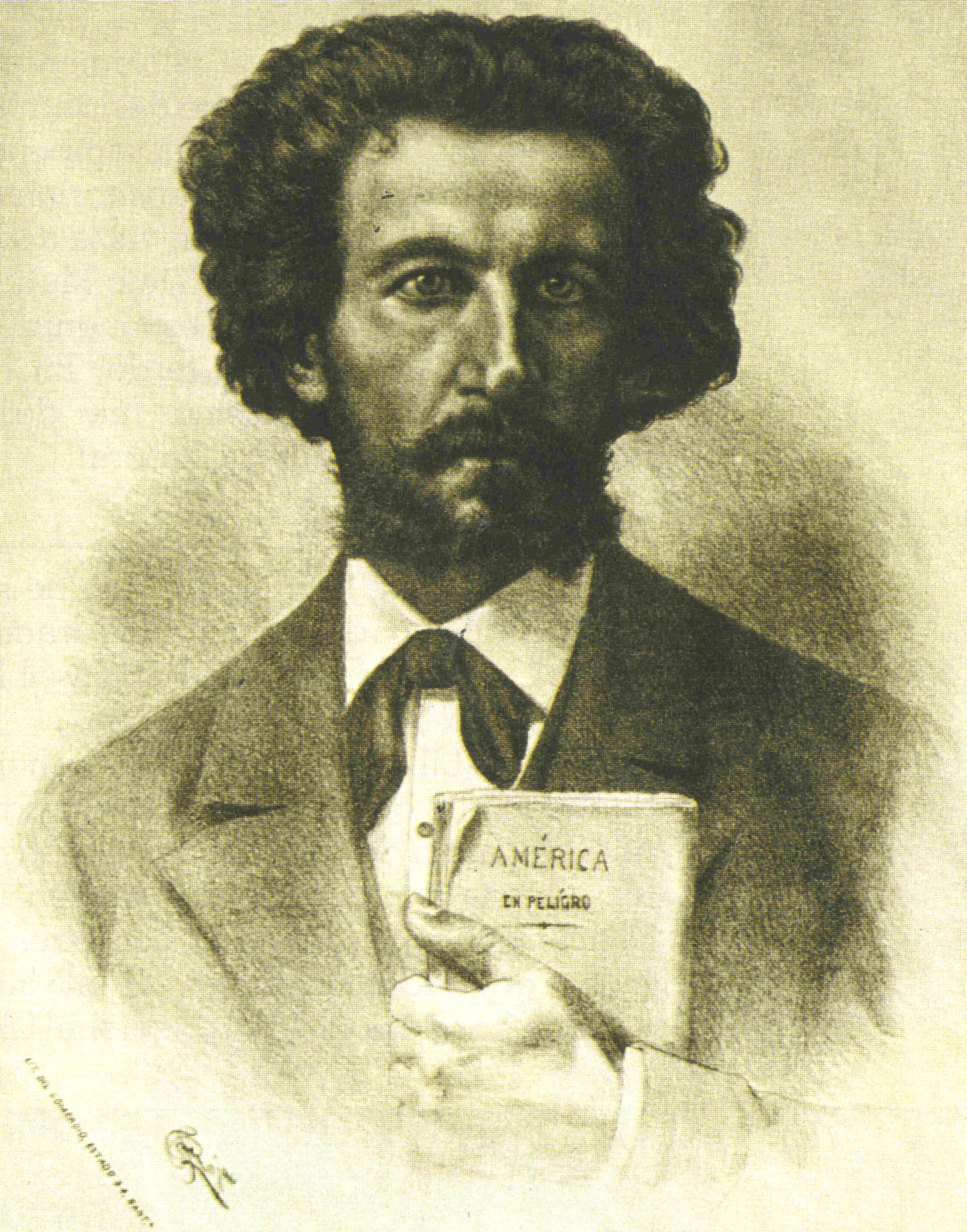
Francisco Bilbao.

Francisco Bilbao, al regreso de su destierro voluntario después de la condena de que fue objeto su obra Sociabilidad Chilena, y su amigo Santiago Arcos, concibieron la idea de fundar la Sociedad de la Igualdad para formar una escuela de propaganda y de educación del proletariado político y social.
Esta idea de Bilbao, fue apoyada entusiastamente por otros liberales, progresistas e intelectuales como Eusebio Lillo, Manuel Recabarren Rencoret y José Zapiola. Más tarde se incorporaron Manuel Guerrero Prado y Francisco Prado Aldunate, dos antiguos profesionales de las revueltas.
Se fundó el 14 de abril de 1850, teniendo como bandera de su programa el periódico El Amigo del Pueblo, aparecido el 1 de abril y escrito por Lillo, «para que el pueblo se rehabilite de veinte años de atraso y tinieblas», como le llamaban al período de la República Conservadora.
La profesión de fe ineludible para el ingreso en la Sociedad, rezaba así:[cita requerida]

«primero ¿reconocéis la soberanía de la razón como autoridad de autoridades?, segundo ¿reconocéis la soberanía del pueblo como base de toda política? y tercero, ¿reconocéis el amor y fraternidad universal como vida moral?».

Esta Sociedad contemplaba la creación de escuelas gratuitas, baños públicos, bancos de obreros, montes de piedad, etc. Se iniciaron las clases de inglés para obreros, también de economía, música y aritmética, entre otras asignaturas.
José Zapiola años más tarde resumía así la propuesta de la sociedad: 

«la reestructuración del sistema impositivo, el mejor trato de los humildes en los juzgados civiles y en los cuarteles de la Guardia Nacional, mejoras en la policía, libertad y protección laboral, educación popular, mejora de la higiene pública, aumento de la existencia de moneda divisionaria (que facilitaba el comercio y favorecía a los sectores más pobres), protección de la industria nacional (reivindicación de los artesanos que buscaban la protección de la competencia industrial extranjera)».
José Zapiola

Las autoridades tuvieron choques con esta Sociedad que se había convertido en un verdadero foco revolucionario para la época conservadora (1831-1861). Las manifestaciones públicas de la sociedad y la persecución del gobierno terminaban constantemente en enfrentamientos violentos, por lo que el 9 de noviembre el intendente de Santiago decretó la disolución de la Sociedad de la Igualdad, siendo apresados y exiliados muchos de sus integrantes.

## Legado
La Sociedad de la Igualdad ha sido vista, desde ciertas perspectivas, como la primera organización de izquierda política en Chile, al buscar la organización de un movimiento popular que sobrepasara los límites oligárquicos de la época. En esta misma línea, Julio Cesar Jobet identifica, desde la década de 1940, a Santiago Arcos como el primer socialista utópico chileno, y en la década de 1960 Alejandro Chelén lo posiciona como el precursor de las ideas que, en el siglo XX, encarnará el Partido Socialista de Chile.
Desde la década de 2010 la tradición de esta sociedad ha sido también recogida por el nuevo Partido Liberal de Chile, desde una óptica de reivindicación del liberalismo progresista, en contraposición al liberalismo oligárquico de periodos posteriores. En esta senda, se recupera la figura de Francisco Bilbao y se adopta el himno "La igualitaria" como canción oficial del partido.